# 桑原村 (兵庫県)
桑原村（くわばらむら）は、兵庫県揖保郡にあった村。現在のたつの市揖西町の北西部にあたる。

## 地理
- 山岳 ： 飯盛山、光明山
- 河川 ： 古子川、小犬丸川

## 歴史
- 1889年（明治22年）4月1日 - 町村制の施行により、揖西郡新宮村・小犬丸村・構村・田井村・竹万村・桑原北山村・菖蒲谷村の区域をもって発足。
- 1896年（明治29年）4月1日 - 所属郡が揖保郡に変更。
- 1909年（明治42年）5月1日 - 平井村・布施村と合併して揖西村が発足。同日桑原村廃止。

## 交通

### 道路
現在は旧村域を播磨自動車道が通過するが、当時は未開通。